# Каверны (геология)
Каверны (от лат. caverna — «полость») — термин в геологии, обозначающий пустоты в горной породе неправильной или округлой формы размером более 1 мм. Образуются в результате действия естественных процессов, таких как выщелачивание, избирательное выветривание, растворение (карст) или застывания лавы. Встречаются каверны, наполненные газовыми соединениями.
Каверны различают по размеру:
- мелкие — 1—10 мм;
- крупные (микрополости) — 10—100 мм;
- пещеристые полости — более 100 мм.

В ряде случаев понятие каверны распространяется на полости размером до одного — нескольких сантиметров.
Наличие каверн обусловливает так называемую кавернозность горных пород, которая подразделяется на первичную (образуется при изливании магматических горных пород и в рифовых известняках) и вторичную (растворяющее действие воды на горные породы). Кавернозность в целом влияет на прочность пород, при наличии ослабляя её.